# Бременський собор
Бременський собор Святого Петра (нім. Bremer St. Petri Dom) — собор в Бремені, відноситься до місцевої Євангелічної церкви, що поєднує лютеранські та реформістські традиції. Збудований як католицький.

## Короткий опис
Собор знаходиться в старій частині міста на Ринкової площі по сусідству з міською ратушею та статуєю Роланда — об'єктами Світової спадщини ЮНЕСКО. Також поряд із собором розташовані міський парламент і будинки міських старійшин і купецьких гільдій. 

## Історія

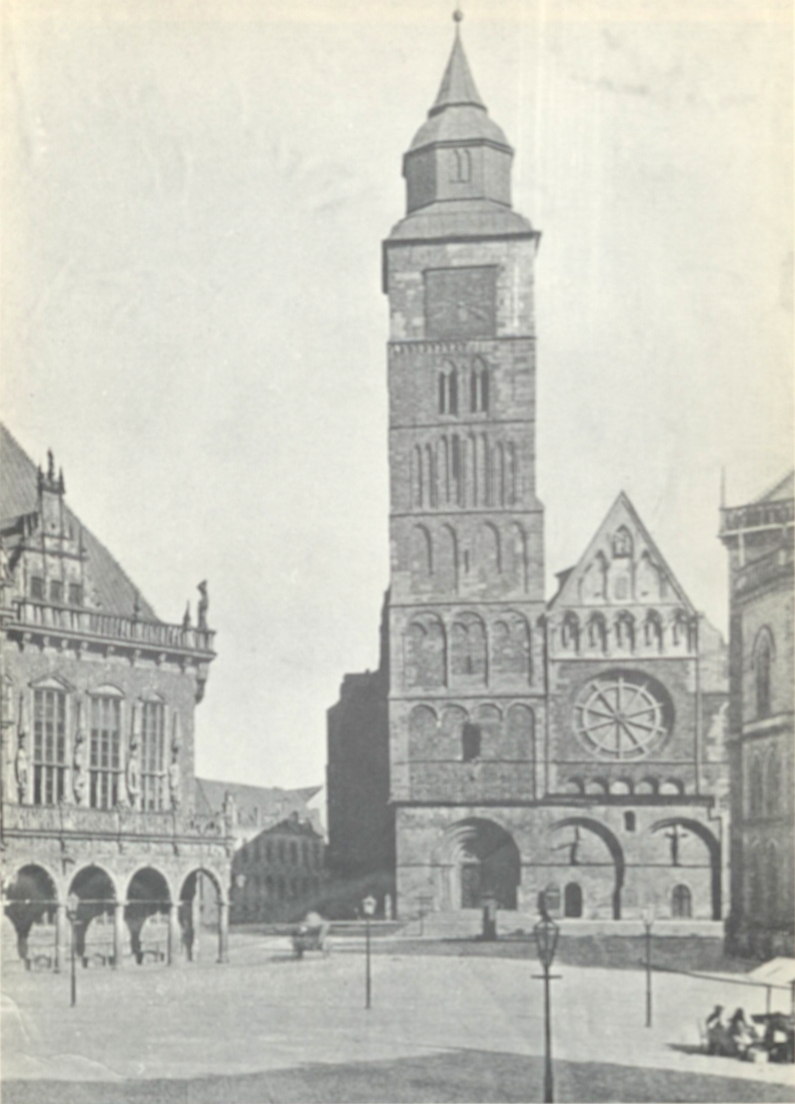
Собор у 1880 році

На місці сучасного собору Святого Петра перша церква була побудована у 789 році Святим Віллегадом. Це була невелика дерев'яна споруда. Через три роки саксонці підпалили Бремен, знищивши і церкву. Через 13 років, в 805 році під керівництвом єпископа Віллера була побудована нова церква. Пізніше будівля розширювалася, були побудовані центральна нава і дві нави з хорами. Проте пожежа 1041 року знищила будівлю собору і велику частину бібліотеки.
Через кілька років за архієпископа Адальберта почалося будівництво сучасного собору. Спочатку будівлю споруджували в романському стилі, але в XIII століття намітився поворот у бік готики. 
Наприкінці XVI століття більшість бременців прийняли кальвінізм, але сам собор з 1638 року став лютеранським.
Раніше мав тільки одну (ліву) вежу внаслідок падіння у 1638 році правої.

## Олов'яна крипта
Одне з цікавих місць собору.